# Giuseppe Agosti
Giuseppe Agosti (Belluno, 10 de fevereiro de 1715 — Belluno, 10 de setembro de 1786) foi um botânico italiano.
Como Jesuíta, ensinou teologia e filosofia em   Zagabria, em Belluno e em  Borgo San Domenico na região de Parma. Com a supressão da sua Ordem em  1773, estabeleceu-se em Belluno junto à sua família.
Publicou em 1770 uma importante obra de botânica sob o título:
De re botanica tractatus in quo praeter generalem methodum, et historiam plantarum, eae stirpes peculiariter recensentur, quae in agro Bellunensi et Fidentino vel sponte crescunt vel arte excoluntur….